# Lucy May Barker
Lucy May Barker (Lincoln, 4 aprile 1992) è un'attrice e cantante britannica, nota soprattutto come interprete di musical nel West End londinese.
Dal 2001 al 2003 recita nel ruolo della piccola protagonista nel musical Annie, ottenendo critiche molto favorevoli.
Nel 2009 ricopre il ruolo di Ginger nel musical Zombie Prom (Landor Theatre) e di George nel musical The Impressions Show. Lo stesso anno raggiunge il successo prendendo parte alla prima produzione inglese del musical Spring Awakening, premiato con quattro Laurence Olivier Award, al Novello Theatre; Barker ricopre il ruolo minore di Ilse, una giovane ribelle.
Nel 2010 lavora al Royal National Theatre nella nuova commedia di Tamsin Oglesby, Really Old, Like Forty Five, diretta da  Anna Mackmin. Prende parte alla produzione del Open Air Theatre di Regent's Park del dramma di Arthur Miller Il crogiuolo, insieme a Oliver Ford Davies, Emma Cunniffe, Susan Engel e Patrick Godfrey.
Nel 2011 ricopre il ruolo di Johanna Barker nell'acclamata produzione di Chichester del musical Sweeney Todd: The Demon Barber of Fleet Street, dove recita accanto a Michael Ball ed Imelda Staunton. La produzione del musical è stata portata anche all'Aldephi Theatre di Londra, dove è rimasta in scena dal marzo al settembre 2012, con Barker sempre nel ruolo di Johanna.
Tra il 2016 e il 2019 ha interpretato a più riprese la protagonista Sophie nel musical Mamma Mia!, a Londra e in tour.